# Ban-sur-Meurthe-Clefcy
Ban-sur-Meurthe-Clefcy ist eine französische Gemeinde mit 961 Einwohnern (Stand 1. Januar 2022) im Département Vosges in der Region Grand Est. Sie gehört zum Arrondissement Saint-Dié-des-Vosges und zum Gemeindeverband Saint-Dié-des-Vosges.

## Geografie
Ban-sur-Meurthe-Clefcy besteht aus den namengebenden Teilen Clefcy an der Mündung der Petite Meurthe (Kleine Meurthe) in die Meurthe und Ban-sur-Meurthe, dem ehemaligen Bann / Bannwald südlich von Clefcy, einem nur spärlich besiedelten, 30 km² großen Waldgebiet in den oberen Vogesen. Clefcy liegt 15 Kilometer südöstlich von Saint-Dié-des-Vosges, der Hauptstadt (chef-lieu) des gleichnamigen Arrondissements und 20 Kilometer nordöstlich der Stadt Gérardmer. Die Petite Meurthe durchfließt von der Quelle bis zur Mündung auf fast zehn Kilometer Länge das gesamte, 45,04 km² große Gemeindegebiet von Süden nach Norden und nimmt dabei mehrere kleine Gebirgsbäche auf (Ruisseau du Seucy, Ruisseau Le Noir Ruxel). Die höchste Erhebung im Gemeindebereich von Ban-sur-Meurthe-Clefcy ist der 1142 m hohe Signal de Sérichamp, mehrere andere Berge erreichen ebenfalls die 1000-Meter-Marke.
Das Gemeindeareal von Ban-sur-Meurthe-Clefcy besteht zu 80 % aus Wäldern (Forêt domaniale de la Haute-Meurthe). An den Flussufern und im breiteren Tal der Meurthe im Norden der Gemeinde herrscht Weideland vor. Einige Lagen oberhalb von 1000 Metern sind unbewaldet und dienen als Sommerweiden für Schafe.
Zu Ban-sur-Meurthe-Clefcy gehören die Ortsteile Clefcy, Le Grand Valtin und Sachemont.
Nachbargemeinden von Ban-sur-Meurthe-Clefcy sind Fraize im Nordosten, Plainfaing im Osten, Le Valtin im Südosten, Xonrupt-Longemer im Süden, Gerbépal im Südwesten sowie Anould im Nordwesten.

## Geschichte
In den ursprünglich dichten, zusammenhängenden Waldgebieten der hohen Vogesen begannen Mönche im Mittelalter mit den Rodungen, die Siedler später fortsetzten. Im Gebiet der heutigen Gemeinde entstanden so viele kleine, abgeschiedene Bergbauernhöfe.
Vor der Französischen Revolution war Clefcy (1796 noch Clefrys geschrieben) abhängig von den Bischöfen Saint-Diés, während Ban-le-Duc, das spätere Meurthe Ban (Ban-sur-Meurthe) dem Herzog von Lothringen verpflichtet war.
Ab dem 15. Jahrhundert gab es Perioden des Bergbaus im Gebiet der Petite Meurthe, unter anderem wurde Kupfer gefunden, später Granit abgebaut.
Die Kirche Sainte-Agathe wurde 1784 errichtet. In der Mitte des 19. Jahrhunderts erreichte die Einwohnerzahl mit 2700 ihren Höhepunkt.
Am 1. Juli 1995 entstand die Gemeinde Ban-sur-Meurthe-Clefcy aus der Fusion von Clefcy und Ban-sur-Meurthe.

### Bevölkerungsentwicklung
| Jahr                       | 1962 | 1968 | 1975 | 1982 | 1990 | 1999 | 2011 | 2021 |
| Einwohner                  | 694  | 667  | 653  | 717  | 756  | 798  | 946  | 957  |
| Quellen: Cassini und INSEE |      |      |      |      |      |      |      |      |

## Sehenswürdigkeiten
- Kirche Sainte-Agathe in Clefcy
- Kapelle Saint-Hubert
- Schweizer Kapelle (Chapelle du Suisse) oberhalb von Clefcy
- le défilé de Straiture, ein von engen Schluchten durchzogenes Waldgebiet im Süden der Gemeinde
- Sägewerk Lançoir

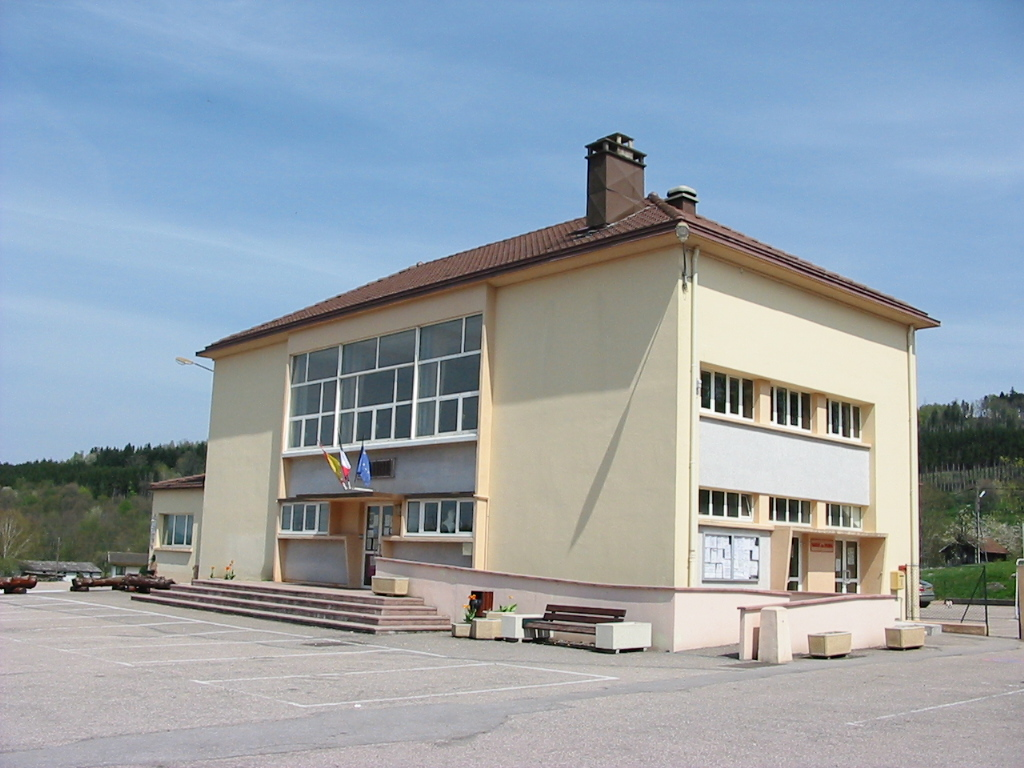
Rathaus Ban-sur-Meurthe-Clefcy, das vor der Gemeindefusion 1995 zwei Gemeinden diente, eine einmalige Situation in Frankreich
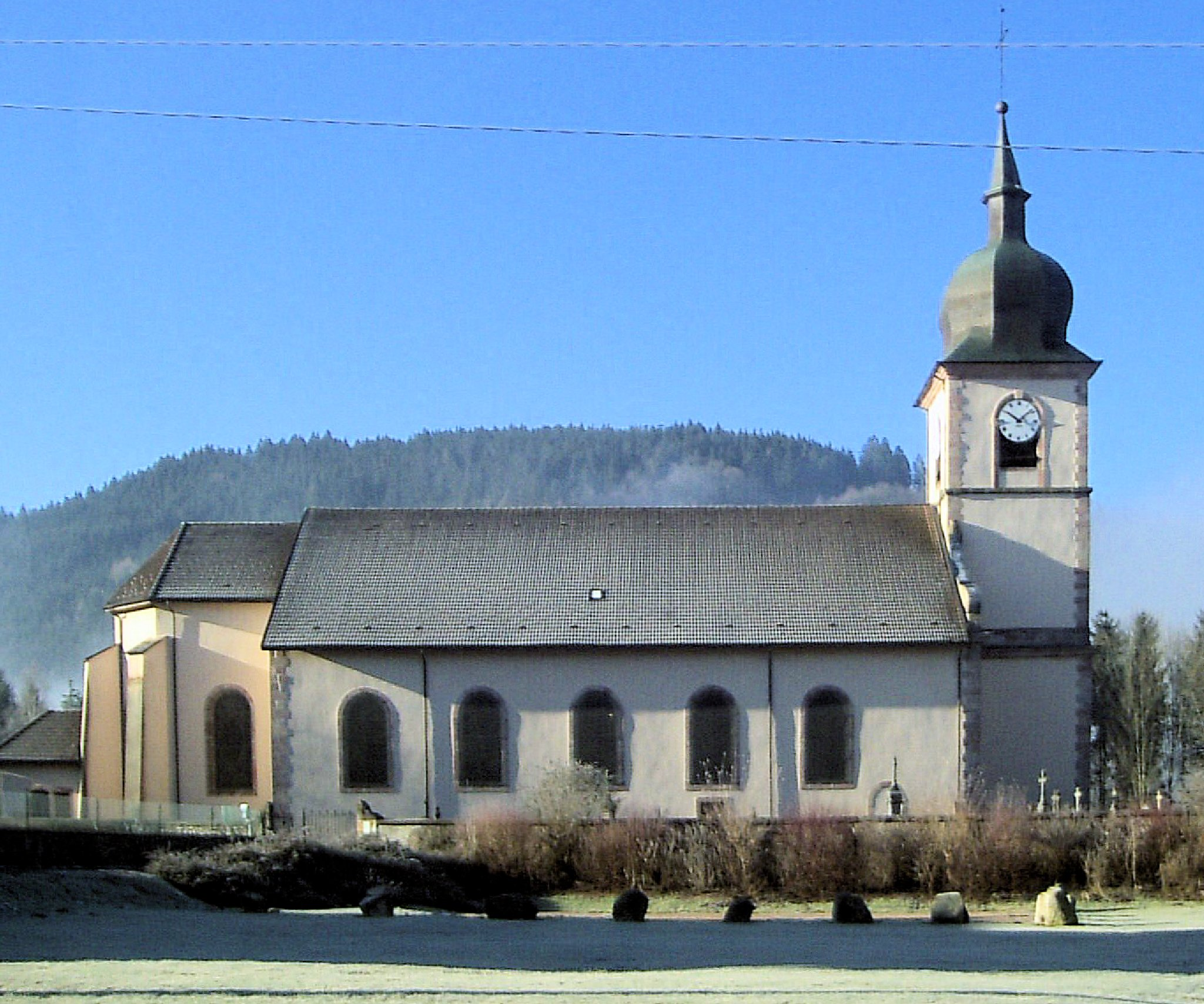
Kirche Sainte-Agathe in Clefcy
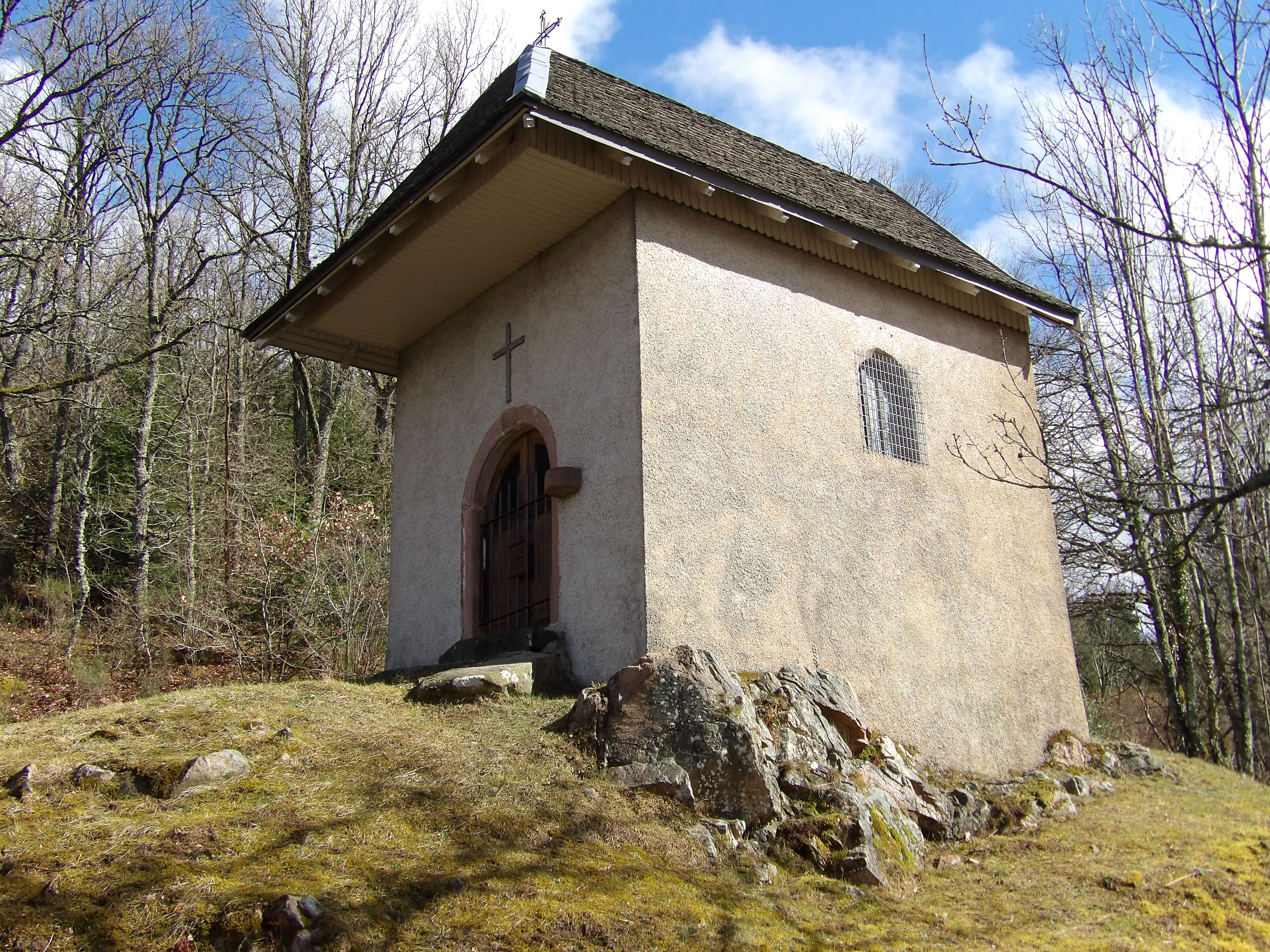
Kapelle St. Hubert
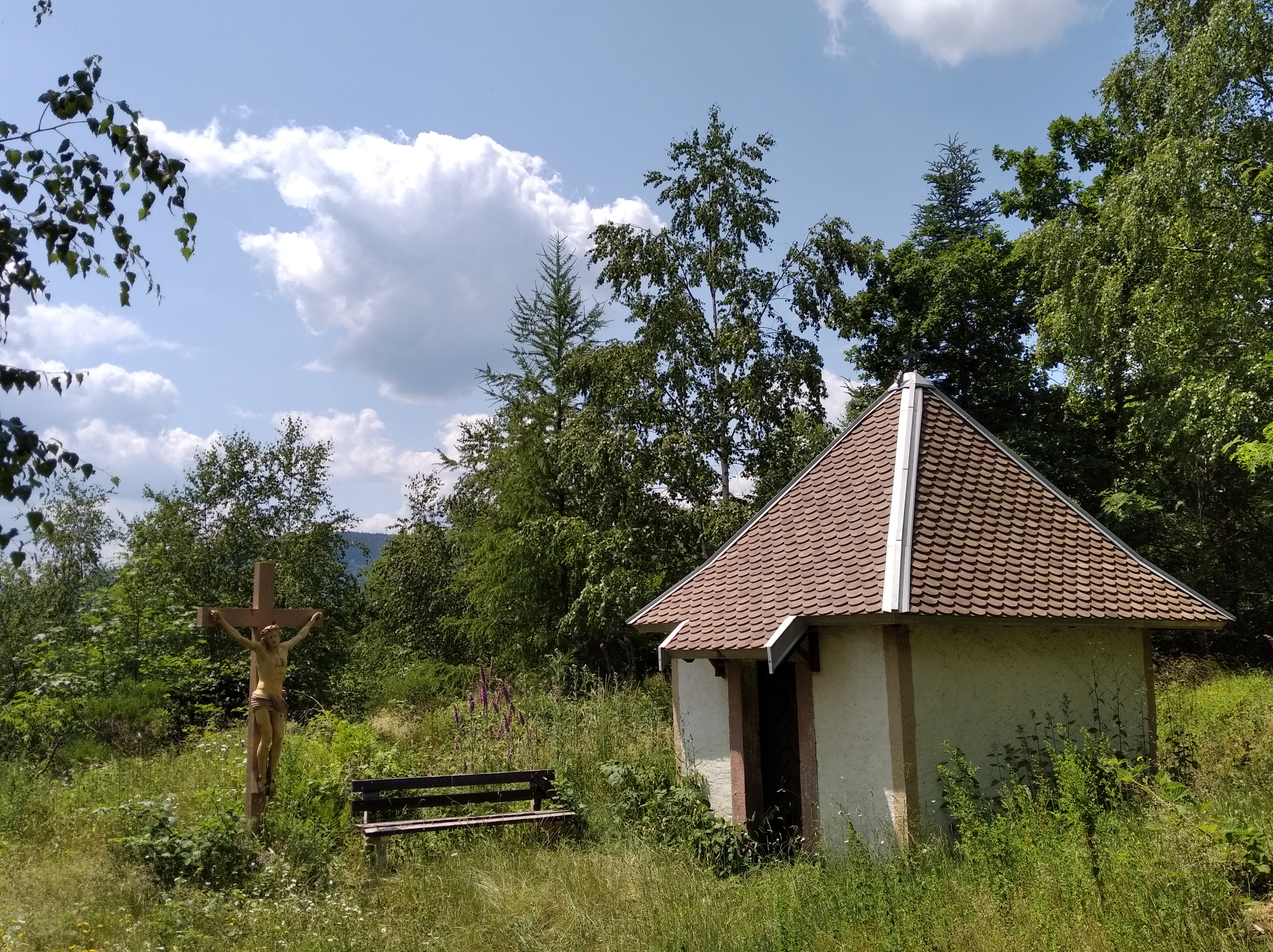
Schweizer Kapelle
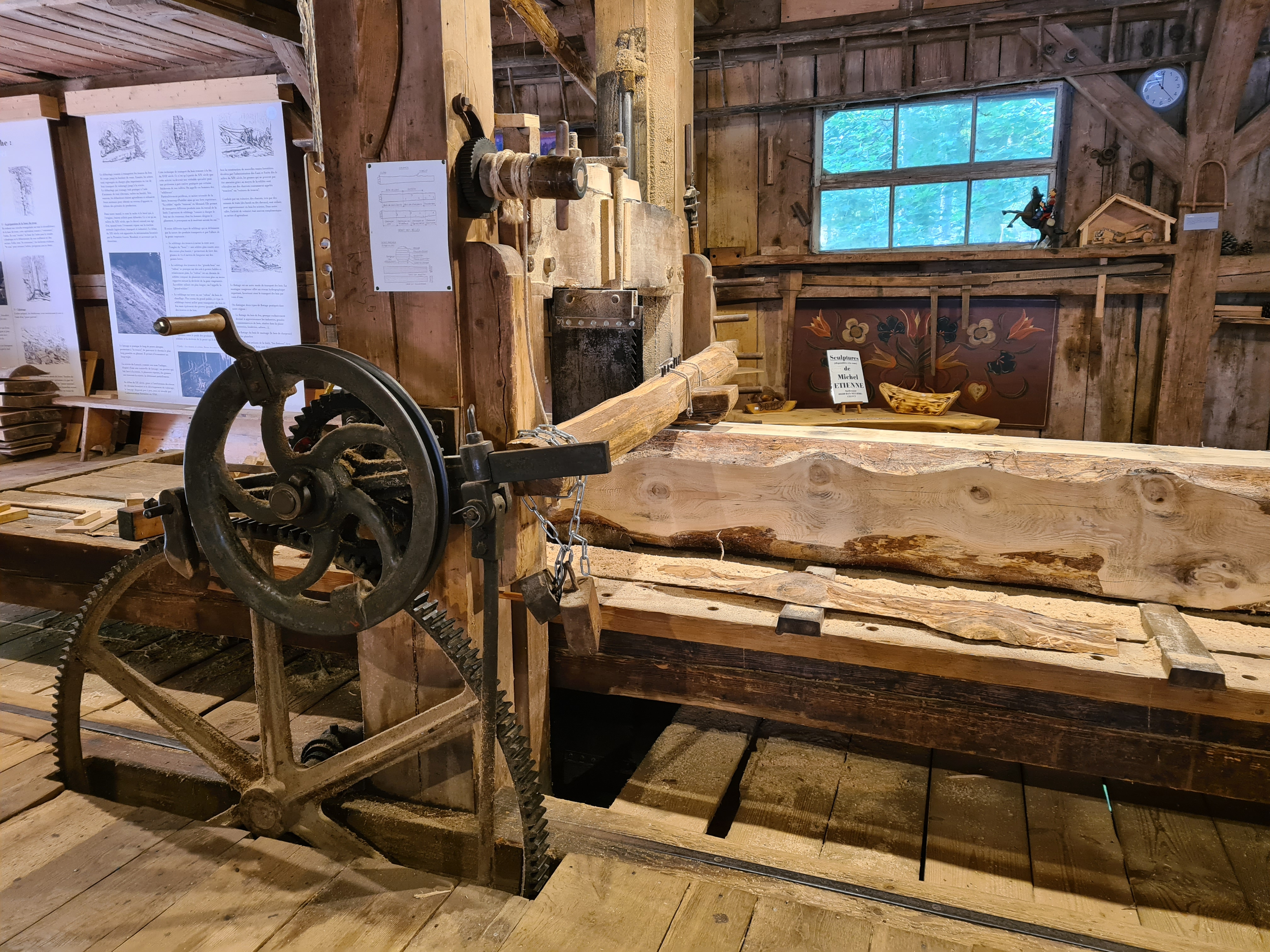
Scierie du Lançoir-Haut-fer (1).jpg

## Wirtschaft und Infrastruktur
In der Gemeinde sind 20 Landwirtschaftsbetriebe ansässig (Kartoffelanbau, Milchwirtschaft, Rinder-, Ziegen- und Schafzucht). Durch den Waldreichtum in den Vogesen hat die Forstwirtschaft eine lange Tradition. In Ban-sur-Meurthe-Clefcy gibt es heute kleinere Unternehmen, zu deren Erzeugnissen Mehlprodukte und Fertighäuser aus Holz gehören.
Ban-sur-Meurthe-Clefcy ist Standort einer öffentlichen Grundschule (Ecole primaire publique).
Ban-sur-Meurthe-Clefcy liegt unmittelbar südlich der RN 415, die von Saint-Dié-des-Vosges über den nahen Col du Bonhomme und Colmar nach Breisach am Rhein führt. Von Clefcy aus führt die Fernstraße D 73 entlang des zum Teil sehr engen Tales der Kleinen Meurthe in die südlichen Nachbargemeinden Xonrupt-Longemer (über den 810 m hohen Col du Surceneux) und Le Valtin.

## Belege
1. ↑  Ortsname auf cassini.ehess.fr
2. ↑  Landwirtschaftsbetriebe auf annuaire-mairie.fr (französisch)